# Selección femenina de fútbol de Surinam
La selección femenina de fútbol de Surinam es el equipo nacional de fútbol que representa a Surinam en torneos y competencias internacionales femeniles como la Copa de Oro Femenina de la Concacaf. Su organización está a cargo de la Federación de Fútbol de Surinam, la cual está afiliada a la Concacaf.

## Estadísticas

### Copa Mundial Femenina de Fútbol
| Edición | Resultado               | Posición                | PJ                      | PG                      | PE                      | PP                      | GF                      | GC                      |
| ------- | ----------------------- | ----------------------- | ----------------------- | ----------------------- | ----------------------- | ----------------------- | ----------------------- | ----------------------- |
| 1991    | No existía la selección | No existía la selección | No existía la selección | No existía la selección | No existía la selección | No existía la selección | No existía la selección | No existía la selección |
| 1995    | No existía la selección | No existía la selección | No existía la selección | No existía la selección | No existía la selección | No existía la selección | No existía la selección | No existía la selección |
| 1999    | No existía la selección | No existía la selección | No existía la selección | No existía la selección | No existía la selección | No existía la selección | No existía la selección | No existía la selección |
| 2003    | No clasificó            | No clasificó            | No clasificó            | No clasificó            | No clasificó            | No clasificó            | No clasificó            | No clasificó            |
| 2007    | No clasificó            | No clasificó            | No clasificó            | No clasificó            | No clasificó            | No clasificó            | No clasificó            | No clasificó            |
| 2011    | No clasificó            | No clasificó            | No clasificó            | No clasificó            | No clasificó            | No clasificó            | No clasificó            | No clasificó            |
| 2015    | No clasificó            | No clasificó            | No clasificó            | No clasificó            | No clasificó            | No clasificó            | No clasificó            | No clasificó            |
| 2019    | No clasificó            | No clasificó            | No clasificó            | No clasificó            | No clasificó            | No clasificó            | No clasificó            | No clasificó            |
| 2023    | No clasificó            | No clasificó            | No clasificó            | No clasificó            | No clasificó            | No clasificó            | No clasificó            | No clasificó            |
| 2027    | Por disputarse          | Por disputarse          | Por disputarse          | Por disputarse          | Por disputarse          | Por disputarse          | Por disputarse          | Por disputarse          |
| Total   | 0/9                     | -                       | -                       | -                       | -                       | -                       | -                       | -                       |

### Campeonato Femenino de la Concacaf
| Edición | Resultado               | Posición                | PJ                      | PG                      | PE                      | PP                      | GF                      | GC                      |
| ------- | ----------------------- | ----------------------- | ----------------------- | ----------------------- | ----------------------- | ----------------------- | ----------------------- | ----------------------- |
| 1991    | No existía la selección | No existía la selección | No existía la selección | No existía la selección | No existía la selección | No existía la selección | No existía la selección | No existía la selección |
| 1993    | No existía la selección | No existía la selección | No existía la selección | No existía la selección | No existía la selección | No existía la selección | No existía la selección | No existía la selección |
| 1994    | No existía la selección | No existía la selección | No existía la selección | No existía la selección | No existía la selección | No existía la selección | No existía la selección | No existía la selección |
| 1998    | No existía la selección | No existía la selección | No existía la selección | No existía la selección | No existía la selección | No existía la selección | No existía la selección | No existía la selección |
| 2000    | No existía la selección | No existía la selección | No existía la selección | No existía la selección | No existía la selección | No existía la selección | No existía la selección | No existía la selección |
| 2002    | No clasificó            | No clasificó            | No clasificó            | No clasificó            | No clasificó            | No clasificó            | No clasificó            | No clasificó            |
| 2006    | No clasificó            | No clasificó            | No clasificó            | No clasificó            | No clasificó            | No clasificó            | No clasificó            | No clasificó            |
| 2010    | No clasificó            | No clasificó            | No clasificó            | No clasificó            | No clasificó            | No clasificó            | No clasificó            | No clasificó            |
| 2014    | No clasificó            | No clasificó            | No clasificó            | No clasificó            | No clasificó            | No clasificó            | No clasificó            | No clasificó            |
| 2018    | No clasificó            | No clasificó            | No clasificó            | No clasificó            | No clasificó            | No clasificó            | No clasificó            | No clasificó            |
| 2022    | No clasificó            | No clasificó            | No clasificó            | No clasificó            | No clasificó            | No clasificó            | No clasificó            | No clasificó            |
| Total   | 0/11                    | -                       | -                       | -                       | -                       | -                       | -                       | -                       |

### Copa Oro Femenina de la Concacaf
| Edición | Resultado    | Posición     | PJ           | PG           | PE           | PP           | GF           | GC           |
| ------- | ------------ | ------------ | ------------ | ------------ | ------------ | ------------ | ------------ | ------------ |
| 2024    | No clasificó | No clasificó | No clasificó | No clasificó | No clasificó | No clasificó | No clasificó | No clasificó |
| Total   | 0/1          | -            | -            | -            | -            | -            | -            | -            |

## Últimos partidos y próximos encuentros
Actualizado al último partido jugado el 3 de diciembre de 2023
| Fecha      | Ciudad     | Local             | Resultado | Visitante         | Competición                 |
| ---------- | ---------- | ----------------- | --------- | ----------------- | --------------------------- |
| 13-08-2023 | St. James  | Barbados          | 0:0       | Surinam           | Partido amistoso            |
| 20-09-2023 | Roseau     | Dominica          | 0:4       | Surinam           | Clas. Copa Oro Femenil 2024 |
| 24-09-2023 | Paramaribo | Surinam           | 1:0       | Antigua y Barbuda | Clas. Copa Oro Femenil 2024 |
| 25-10-2023 | Paramaribo | Surinam           | 0:1       | Guyana            | Clas. Copa Oro Femenil 2024 |
| 29-10-2023 | Paramaribo | Surinam           | 0:1       | Guyana            | Clas. Copa Oro Femenil 2024 |
| 29-11-2023 | Piggots    | Antigua y Barbuda | 0:1       | Surinam           | Clas. Copa Oro Femenil 2024 |
| 03-12-2023 | Paramaribo | Surinam           | 11:0      | Dominica          | Clas. Copa Oro Femenil 2024 |